# San Andrés Cabecera Nueva
San Andrés Cabecera Nueva è un comune del Messico, situato nello stato di Oaxaca.